# شتاير أوج

Steyr AUG A1 (barrel)

Steyr AUG A3

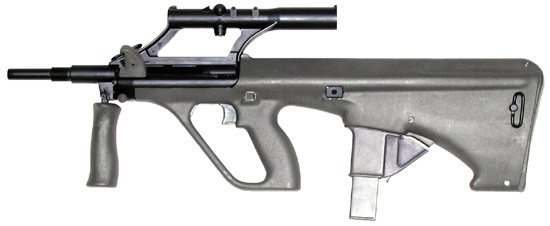
Steyr AUG 9 mm

شتاير أوج (Steyr AUG) بندقية اقتحام ومسدس رشاش نمساوية الأصل.
يلاحظ اختلاف المدى ومعدل الرماية والمدى المؤثر وذلك تبعاً لاختلاف طول الماسورة المستخدمة حيث يمكن بسهولة وعلى نفس البندقية تغيير عيار الذخيرة من 5.56 إلى 9 إلى 6.8 ملم كما يمكن تركيب مختلف أنوا النواظير التهديفية والليزرية والليلية عليها ويركب عليها أيضاً قاذفات قنابل وصواعق من عيار 20 ملم و 40 ملم.

## الاستخدامات المتوفرة حسب البندقية
بندقية هجومية Assault Rifle
مسدس رشاش Sub Machine Gun
رشاش متوسط Light Machine Gun

## المواصفات
1- الوزن فارغة: 3.8 كغم
2- طول البندقية: 690 ملم ولغاية 790 ملم بحسب طول الماسورة المستخدمة
3- طول الماسورة: 407 ملم ولغاية 508 ملم
4- الذخيرة: إما 5.56×45 ملم ناتو أو 9×19 ملم أو 6.8 ملم
5- الرماية الآلية: بواسطة الغاز
6- معدل الرماية: 680 ولغاية 800 طلقة/دقيقة
7- سرعة الفوهة: 940م في الثانية
8- المدى المؤثر: 450 م ولغاية 600 م
9- سعة المخزن: مخزن سعة 30 طلقة أو 42 طلقة أو 62 طلقة

## تاريخ الخدمة
1979 - إلى الآن..
هذه البندقية هي كل ما يحتاجه جنود المشاة والقوات الخاصة والشرطة
الخاصة وحرس الشخصيات نظراً لمرونة استخداماتها وسهولة تحولها من شكل ووظيفة..

## الأنواع
Steyr AUG A1 النسخة الأولى من الشتاير اوج، الصنع سنة 1977، متوفرة باللونين الزيتوني والاسود.
Steyr AUG A2 مشابهة للنسخة الأولى، ولكن تتميز بمقبض آخر مصمم خصيصا لهذا النوع ومنضار اللذي يمكن تغييره بسكّة من نوع MIL-STD-1913.
Steyr AUG A3 مشابه للنسخة A2، لكن يحتوى على سكة مختلفة من نوع MIL-STD-1913 وزر خارجي للتحرير.
AUG A3 SF أيضا تعرف ب (AUG A2 كوماندو)، تم اعتمادها منذ 2007 لدى الجيش الأسترالي.
AUG A3 SA USA هي بندقية شبه اوتوماتيكية ذو سبطانة 407 مم، متوفرة فقط للسوق الأمريكية منذ أبريل 2009.

## المستخدمون
الشتاير سلاح اساسي في جيوش كل من:
تـونـس وأستراليا ونيوزيلاندا والنمسا (البلد المصنع)
بقية الدول تستعمله كسلاح ثانوي أو في القوات الخاصة:
مثل: السعودية، الأرجنتين، ماليزيا، سلطنة عمان، المغرب، باكستان، ايرلندة، لتفيا، لكسمبورغ